# Kahlotus
Kahlotus – miasto w Stanach Zjednoczonych, w stanie Waszyngton, w hrabstwie Franklin.